# Sarah Gillespie

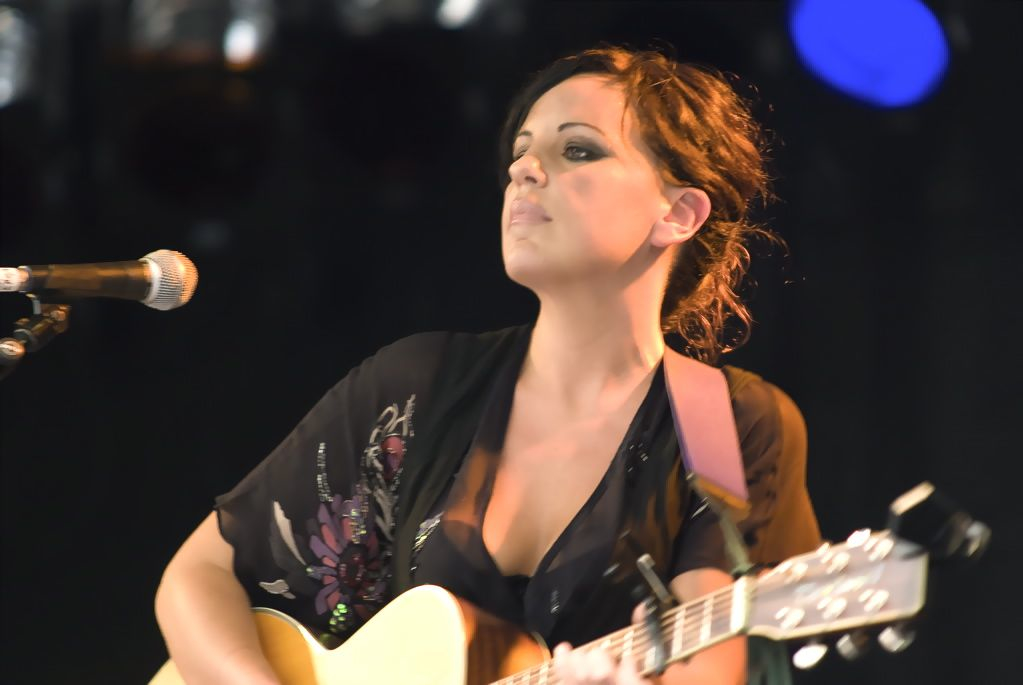
Sarah Gillespie

Sarah Gillespie (* in London, England) ist eine britisch-amerikanische Sängerin, Songwriterin, Gitarristin, Autorin und Malerin. Ihre Musik verbindet Jazz, Folk und Blues.

## Biografie
Sarah Gillespie ist eine britisch-amerikanische Singer-Songwriterin und Autorin mit Sitz in London. Sie hat vier Alben veröffentlicht, die dafür bekannt sind, poetische Texte mit Folk, Blues und Elementen des Jazz zu kombinieren. Ihr erster Gedichtband „Queen Ithaca Blues“ wurde von Albion Beatnik Press veröffentlicht. Gillespies viertes Album, Wishbones, wurde von dem für Mercury nominierten Pianisten und Komponisten Kit Downes arrangiert und co-produziert. Zu ihrer Band gehören Kit Downes – Orgel und Klavier, James Maddren – Schlagzeug, Ruth Goller – Bass, Chris Montague – Gitarre und Special Guest Laura Jurd – Trompete. Wishbones wurde am 29. Oktober 2018 im Purcell Room des Southbank Centre ins Leben gerufen. Während des Lockdowns im Jahr 2020 startete Gillespie ihre Create Now Academy, die Mentoring-Programme und Workshops für Songwriterinnen anbot.

## Diskografie
- Stalking Juliet – 2009 (Egea)
- "How The Mighty Fall" – single, 2009 (Egea)
- In The Current Climate – 2011 (Pastiche Records)
- The War on Trevor – 2012 (Pastiche Records)
- Glory Days – 2013 (Pastiche Records)
- Roundhouse Bounty – 2016 (Audio Network)
- Wishbones – 2018 (Pastiche Records)
- Susannah Threw A Helicopter – 2021 (Pastiche Records)
- Half Cut – 2024 (Pastiche Records)